# Glovision
Glovision Inc. (グロービジョン株式会社 Гуробиджон Кабусики-гайся) — японская компания, занимающаяся созданием субтитров, дубляжом и постпроизводством иностранных телевизионных драм и фильмов, в основном работами по дубляжу анимации и производству DVD. Также они занимаются озвучкой зарубежных видеоигр на японский язык. Основным акционером компании является Kadokawa Shoten.

## История
- Компания Glovision была основана 8 августа 1963 года. Студия озвучивала зарубежные драматические и документальные фильмы на японский язык, а также параллельно занималась созданием субтитров, работала аудиовизуальная студия
- Среди тех работ, которыми занималась студия — аниме «Sazae-san», зарубежные драмы (сериал «Коломбо»), популярные фильмы последних лет, преимущественно подростковые, прогремевшие на весь мир, (сага «Сумерки»), корейская драма «Жемчужина дворца», «Блокбастер» и «Ли Сан».
- В 2000 году была основана дочерняя компания Kadokawa Holdings, известная как Kadokawa Gerald Pictures Inc., которая вышла под брендом в 2005 году и затем изменила свое название на Kadokawa Herald Pictures. Впоследствии, компания объединилась с Kadokawa Pictures и стала полноценной дочерней компанией Kadokawa Shoten.